# Kostolná pri Dunaji
Kostolná pri Dunaji (in ungherese Egyházfa, in tedesco Gaswar) è un comune della Slovacchia facente parte del distretto di Senec, nella regione di Bratislava.